# Tréguier
Tréguier (Bretonisch Landreger) ist eine französische Gemeinde mit 2349 Einwohnern (Stand 1. Januar 2022) im Département Côtes-d’Armor in der Region Bretagne; sie gehört zum Arrondissement Lannion und zum Kanton Tréguier. Tréguier ist die historische Hauptstadt des Trégor. Der Ort liegt am Ästuar des Flusses Jaudy, an der Einmündung seines Nebenflusses Guindy.

## Geschichte
„Val Trécor“ wurde 535 erstmals mit dem gallischen Mönch Tugdual von Tréguier erwähnt, der hier ein Kloster gründete. Seitdem ist Tréguier eine obligatorische Etappe des Tro-Breizh geworden, der Pilgerreise zu sieben bretonischen Gründerheiligen.
Tugdual wurde um 542 zum Bischof von Tréguier geweiht. Es scheint, dass sich um sein Kloster bald eine bedeutende Siedlung entwickelte. Im Jahr 848 machte Nominoë, Fürst der Bretagne, aus der Klosterdiözese eine reguläre Diözese. Wenig später wurde Tréguier von den Normannen zerstört und von der Bevölkerung aufgegeben.
970 wurde von Gratien eine neue Kathedrale gebaut, die er Tugdual weihte. Von diesem Bauwerk blieb ein Turm stehen, die Tour Hasting, der Name des Anführers der Normannen, die Tréguier ein Jahrhundert zuvor zerstörten. Die Cité hieß vom 11. bis zum 13. Jahrhundert Saint Pabu. Die heutige Kathedrale wurde ab 1339 errichtet und Ivo Hélory als Nebenpatron gewidmet, dem 1303 verstorbenen Schutzheiligen der Juristen, der aus Minihy-Tréguier stammt.
1412 bekam Tréguier Stadtrechte. Von 1450 bis 1479 wurde um die Kathedrale ein gotisches Kloster gebaut, in dem unter anderem Herzog Johann VI. und Ivo Hélory bestattet wurden.
Während der Französischen Revolution wurde das Bistum Tréguier aufgelöst. Die Kathedrale wurde zum Pferdestall umgewidmet. Nach dem Verlust des Status aus Diözesansitz ging es mit Tréguier bergab. Vor der Revolution hatte die Stadt mehr Einwohner als Saint-Brieuc, das heute 18 mal größer ist.

### Bevölkerungsentwicklung
| Jahr                       | 1962 | 1968 | 1975 | 1982 | 1990 | 1999 | 2007 | 2016 |
| -------------------------- | ---- | ---- | ---- | ---- | ---- | ---- | ---- | ---- |
| Einwohner                  | 2885 | 3059 | 3257 | 3130 | 2799 | 2679 | 2668 | 2437 |
| Quellen: Cassini und INSEE |      |      |      |      |      |      |      |      |

## Sehenswürdigkeiten
- Geburtshaus von Ernest Renan
- Kathedrale Saint-Tugdual
- Kreuzgang der Kathedrale (1468)
- Musée Ernest-Renan

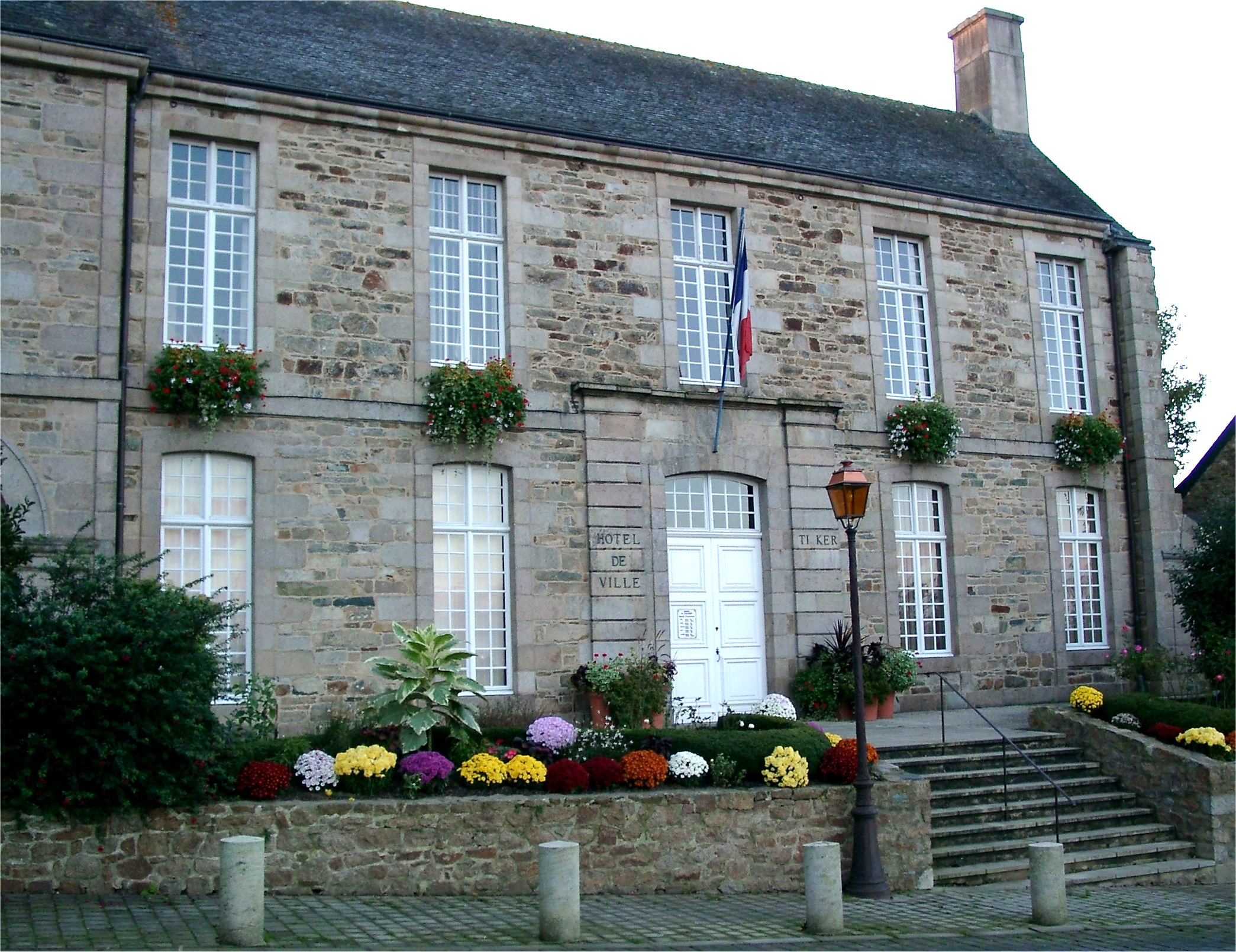
Hôtel de ville (Rathaus)
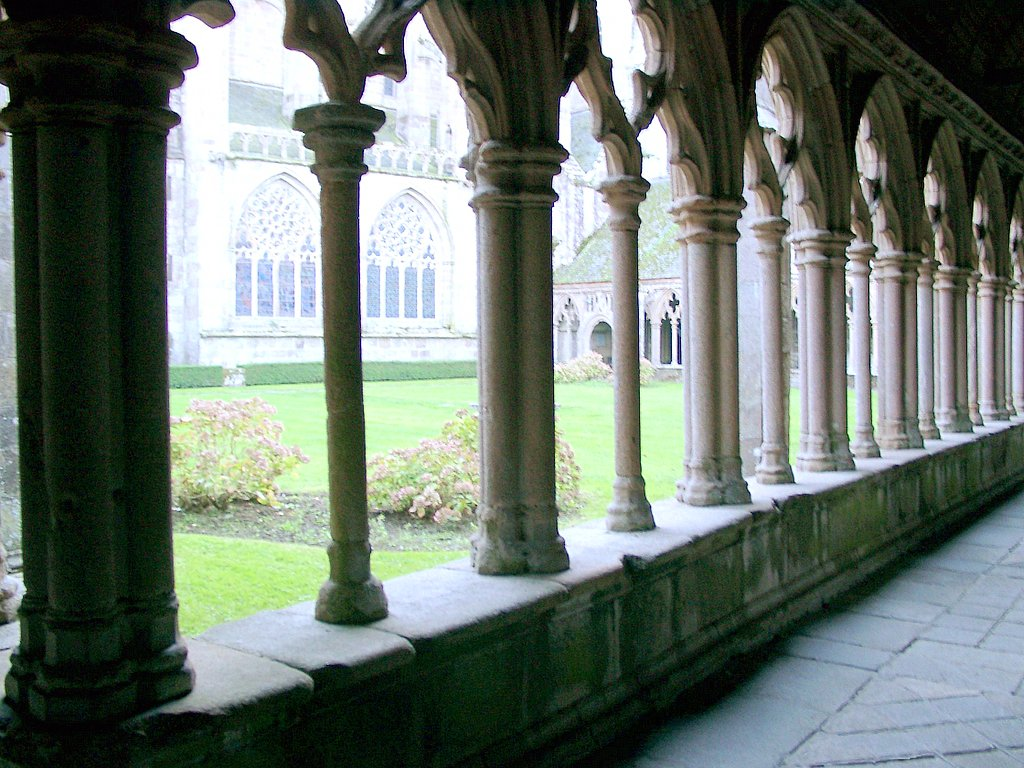
Kreuzgang der Kathedrale Saint-Tugdual

## Persönlichkeiten
- Anatole Le Braz (1859–1926), Schriftsteller
- Paul Le Flem (1881–1984), Komponist
- Ernest Hello (1828–1885), Schriftsteller und Kritiker
- Ivo Hélory (1253–1303), Advokat und Priester, heiliggesprochen am 9. Mai 1347 (Saint Yves)
- Ernest Renan (1823–1892), Schriftsteller und Philologe
- Henri Pollès (1909–1994), Schriftsteller
- Paul Ralon, Dichter
- Charles Lindbergh (1902–1974), US-amerikanischer Pilot und Schriftsteller, besaß ein Haus in Tréguier.